# Kleinblättrige Brunnenkresse
Die Kleinblättrige Brunnenkresse (Nasturtium microphyllum) ist eine Pflanzenart aus der Familie der Kreuzblütengewächse (Brassicaceae).

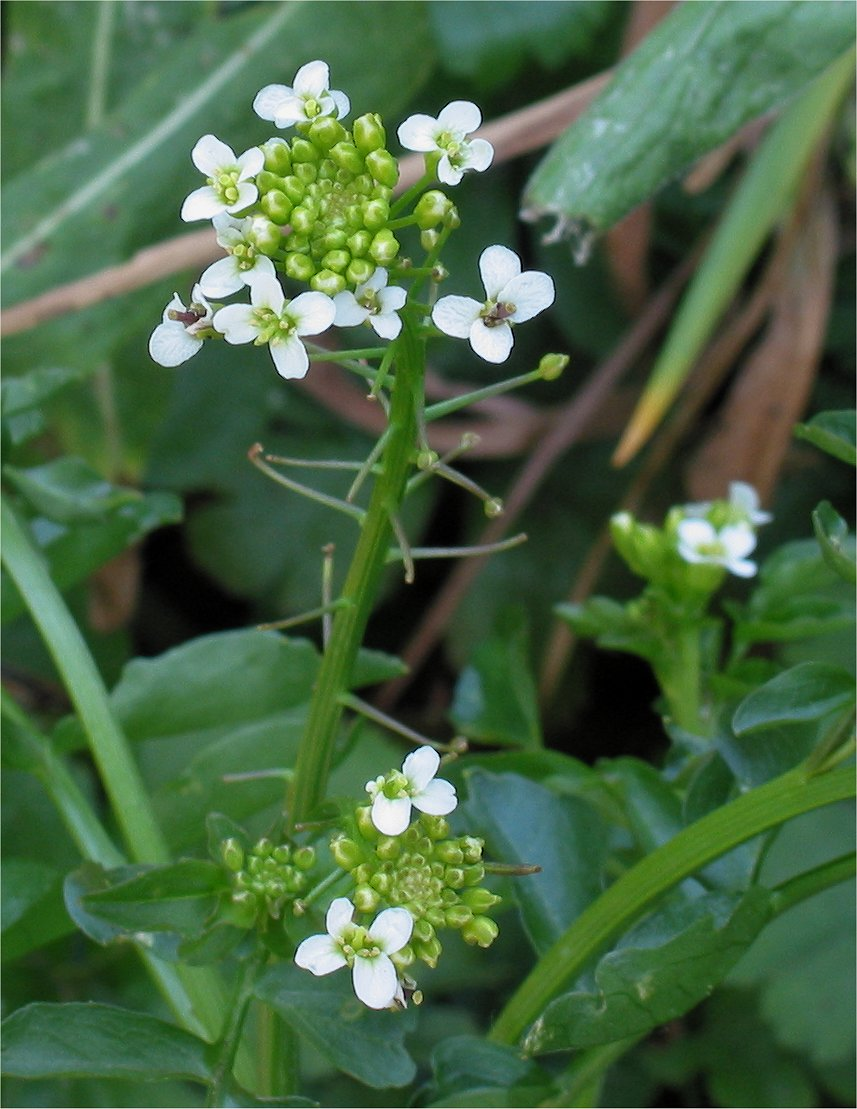
Kleinblättrige Brunnenkresse in Blüte

## Beschreibung

### Erscheinungsbild und Blatt
Die Kleinblättrige Brunnenkresse wächst als ausdauernde krautige Pflanze mit Wuchshöhen von (10 bis) 20 bis 100 (bis 180) Zentimeter. Die oberirdischen Pflanzenteile sind kahl oder schwach flaumig behaart. Die fleischigen und hohlen Stängel sind im unteren Bereich niederliegend und verzweigen sich an den unteren Internodien zu aufsteigenden oder manchmal flutenden Trieben.
Die wechselständig angeordneten Laubblätter gliedern sich in Blattstiel und Blattspreite. Der Blattstiel ist nicht geflügelt, aber an seiner Basis oft geöhrt. Die unpaarig gefiederte Blattspreite besitzt (drei bis) fünf bis neun (bis elf) Blattfiedern. Diese ist bei einer ungeflügelten Blattrhachis (1,5 bis) 2,5 bis 10 (bis 15) Zentimeter lang. Die seitlichen, sitzenden oder gestielten Blättchen sind kleiner als die fast kreisförmigen oder breit elliptischen bis länglichen Endblättchen. Die letzteren sind (0,6 bis) 1,5 bis 3,5 (bis 4,5) Zentimeter lang und (4 bis) 8 bis 20 (bis 25) Millimeter breit, am Spreitengrund stumpf, keilförmig oder fast herzförmig; der Blattrand ist wellig oder ganzrandig und das obere Ende ist stumpf. Nebenblätter sind nicht vorhanden.

### Blütenstand und Blüte
Die Blütezeit reicht von Jänner bis August. Die Blüten stehen in traubigen Blütenständen zusammen, die in der Fruchtreife verlängert sind. Die (7 bis) 9 bis 21 (bis 25) Millimeter langen Blütenstiele sind absteigend, gerade oder manchmal etwas zurückgebogen. 
Die zwittrigen Blüten sind vierzählig und radiärsymmetrisch. Die vier freien in zwei Kreisen stehenden Kelchblätter weisen eine Länge von 2,5 bis 4 Millimeter und eine Breite von 1 bis 1,5 Millimeter auf. Die vier freien, weißen oder rosa Kronblätter sind 4 bis 6 Millimeter lang und 1,5 bis 3 Millimeter breit, spatelförmig oder verkehrt-eiförmig mit abgerundetem oberen Ende. Die sechs in zwei Kreisen stehenden Staubblätter bestehen aus 2,5 bis 3,5 Millimeter langen Staubfäden und gelben, 0,7 bis 1 Millimeter langen Staubbeuteln. In jedem oberständigen Fruchtknoten gibt es 30 bis 38 (selten bis 40) Samenanlagen.

### Frucht und Samen
In den 14 bis 30 Millimeter langen und 1 bis 2 Millimeter breiten Schoten sind die Samen einreihig angeordnet. Die rotbraunen Samen sind eiförmig mit einer Länge von (0,8 bis) 1 bis 1,2 Millimeter und einem Durchmesser von (0,6 bis) 0,7 bis 0,8 (bis 0,9) Millimeter. Die Samenoberfläche besitzt durch (75 bis) 100 bis 150 (bis 175) mehreckige Flecken auf jeder Seite eine netzartige Struktur.

### Chromosomenzahl
Die Chromosomenzahl der Kleinblättrigen Brunnenkresse beträgt 2n = 64.

## Vorkommen und Gefährdung
Die ursprüngliche Heimat der Kleinblättrigen Brunnenkresse liegt in Europa, im nordwestafrikanischen Marokko, im westasiatischen Iran und Afghanistan sowie im nördlichen Pakistan und nordwestlichen Indien. Als Neophyt eingeführt wurde sie auf dem amerikanischen Kontinent, im Jemen, Japan, Australien und Neuseeland.
Sie wird in einigen Bundesländern Deutschlands als gefährdet betrachtet und in den jeweiligen Roten Listen der Länder geführt. Auch die Schweizer Vorkommen werden als gefährdet bezeichnet. Die Vorkommen in den österreichischen Bundesländern Oberösterreich, Salzburg, dem nördlichen Tirol, Vorarlberg und möglicherweise in Niederösterreich sind selten. Die Art gilt als gefährdet und wird in den Roten Listen Österreichs in der Gefährdungsstufe 3 geführt.
Die Kleinblättrige Brunnenkresse besiedelt nasse Lebensräume wie Seeufer, Teiche, Quellen, Flussränder, Senken oder Feuchtwiesen in Höhenlagen von 0 bis 1500 Meter. Sie ist in Mitteleuropa eine Charakterart des Nasturtietum microphylli aus dem Sparganio-Glycerion fluitantis-Verband.
Die ökologischen Zeigerwerte nach Landolt et al. 2010 sind in der Schweiz: Feuchtezahl F = 5fw (überschwemmt aber mäßig wechselnd), Lichtzahl L = 3 (halbschattig), Reaktionszahl R = 2 (sauer), Temperaturzahl T = 3+ (unter-montan und ober-kollin), Nährstoffzahl N = 4 (nährstoffreich), Kontinentalitätszahl K = 1 (ozeanisch).

## Systematik
Nasturtium microphyllum wurde 1832 von Clemens Maria Franz von Boenninghausen in Ludwig Reichenbachs Flora Germanica Excursoria erstbeschrieben. Synonyme für Nasturtium microphyllum Boenn. ex Rchb. sind unter Anderen Nasturtium uniseriatum H.W.Howard & Manton, Pirea olgae T.Durand ex Prantl und Rorippa microphylla (Boenn. ex Rchb.) H.Hyl.
Die Kleinblättrige Brunnenkresse ist wie die Echte Brunnenkresse ein Elternteil der natürlich vorkommenden Hybride Bastard-Brunnenkresse oder Unfruchtbaren Brunnenkresse (Nasturtium ×sterile (Airy Shaw) Oefelein, Syn.: Rorippa ×sterilis Airy Shaw).